# Steina (Bad Sachsa)
Steina im Harz ist ein Straßendorf und Ortsteil der Stadt Bad Sachsa im Landkreis Göttingen in Südniedersachsen, Deutschland. Es ist heilklimatischer Luftkurort.

## Lage
Steina liegt im Naturpark Harz. Es befindet sich etwa 2,5 km westlich der Kernstadt von Bad Sachsa im Steinatal unterhalb der Steinatalsperre an der im Oberlauf Steina genannten Ichte.

## Geschichte
Der Ortsname geht auf den Bach Steina zurück, dessen erste urkundliche Erwähnung von 1268 bereits identisch mit der heutigen Schreibweise ist. Als Kompositum aus stein- und -aha bedeutet der Name steiniges Gewässer, was wohl auf das mit Felsgestein übersäte Bachbett hindeutet.
Am 1. Juli 1972 wurde Steina in die Stadt Bad Sachsa eingegliedert.
Am 18. Juni 2023 wurde in der St. Nikolai-Kirche Bad Sachsa in einem Gottesdienst die Gründung der Gesamtkirchengemeinde Bad Sachsa-Steina gefeiert.

## Politik

### Ortsrat
Der Ortsrat setzt sich aus fünf Ratsfrauen und Ratsherren zusammen (Veränderungen zu 2016).
- SPD: 3 Sitze (−1)
- FDP: 2 Sitze (+2)
- CDU: 0 Sitze (−1)

(Stand: Kommunalwahl am 12. September 2021)

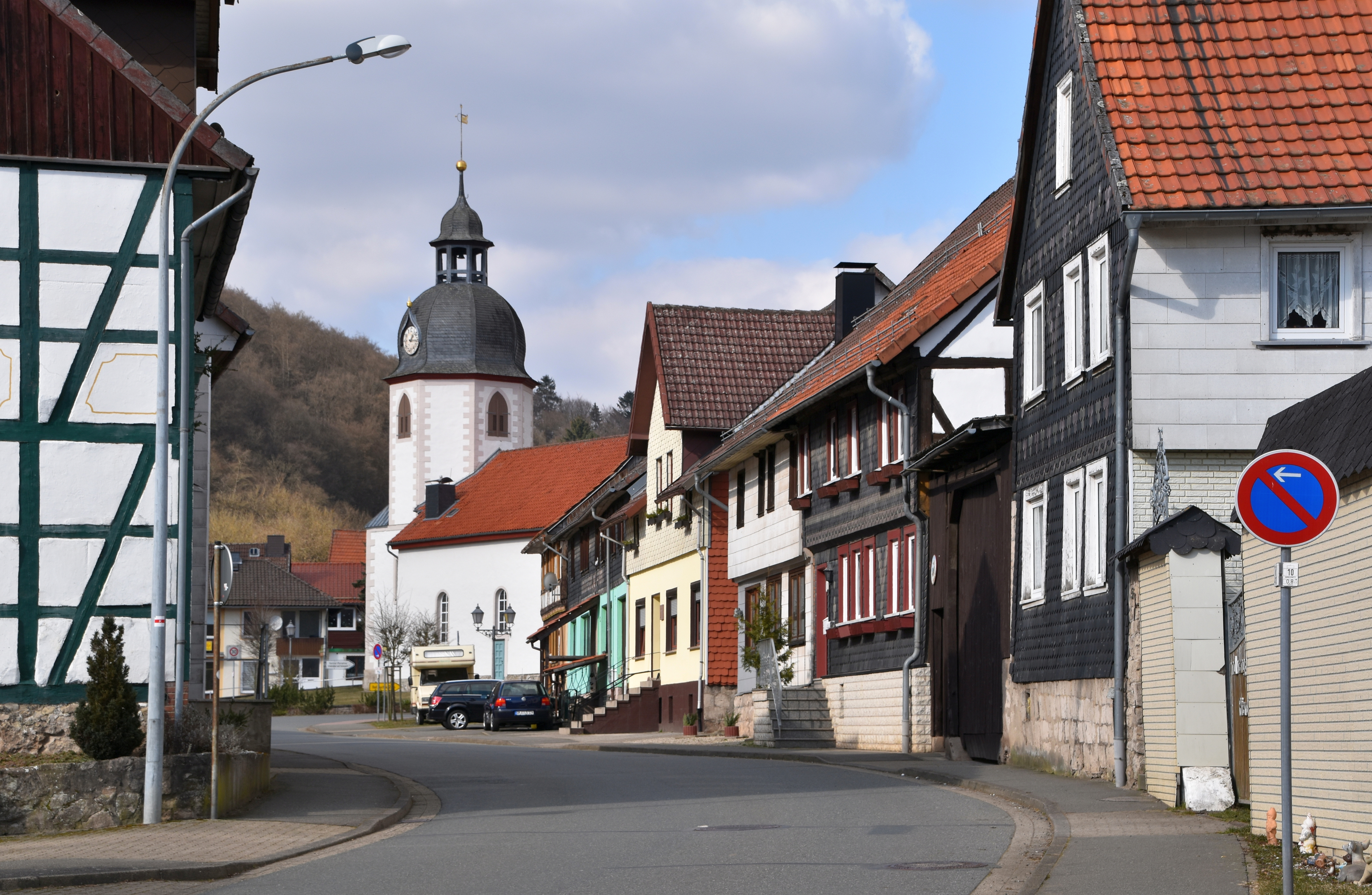
Blick durch das Mitteldorf zur Kirche

### Wappen
| Wappen von Steina | Blasonierung: „In Rot ein goldenes (gelbes) „W“ dessen obere Enden nach außen gewendete Schlüsselbärte darstellen. In der Mitte des Schildes eine schwebende bewurzelte silberne (weiße) Tanne.“ |
| Wappen von Steina | Wappenbegründung: Das vom Heraldiker Gustav Völker entworfene Wappen wurde vom niedersächsischen Ministerium des Inneren am 5. Dezember 1950 genehmigt. Das „W“ bezieht sich auf die einflussreiche Familie Watterode, die gekreuzte Angelhaken im Wappen führten; die Schlüsselbärte sollen daran erinnern. Die Harzfichte steht für die Gemeinde als Kurort im Südharz. |

## Kultur und Sehenswürdigkeiten
- Sehenswürdigkeiten sind der Römerstein, das Karstgebiet[7] und die 1712 erbaute evangelische Katharinenkirche Steina.[8]
- Das Glasmuseum Steina präsentiert die Geschichte der Glasmacher im Südharz als wichtiges altes Handwerk. Es zeigt, was hier vor über 300 Jahren bereits aus Glas gefertigt werden konnte.[9] Im September 2010 wurde das Glasmuseum umgebaut und barrierefrei ausgestattet.
- Seit Jahren findet am ersten August-Wochenende der Kiepenmarkt und das Kielkoppfest statt, die größte Veranstaltung in Steina.[10]
- Im alten Kurhaus Steina ist die „Volksbühne Steina“ – ein Laientheater – zu Hause.[11]

## Verkehrsanbindung
Verkehrsmäßig angeschlossen ist der Ort über die K 12 (ehemalige L 604 zur B 243) und die K 15 nach Bad Sachsa.
Die nächstgelegene Eisenbahnzugangstelle ist der Haltepunkt Bad Sachsa, früher der Bahnhof Tettenborn.